# Jerry Mays
Gerald Avery Mays (Dallas, 24 novembre 1939 – Dallas, 17 luglio 1994) è stato un giocatore di football americano statunitense che ha militato nel ruolo di defensive end nella American Football League (AFL) e nella National Football League (NFL).

## Carriera
May fu scelto nel corso del quinto giro del Draft AFL 1961 dai Dallas Texans. Fu anche selezionato dai Minnesota Vikings della National Football League nel Draft NFL 1961 ma rifiutò la loro offerta per giocare nella natia Dallas. Divenne presto una colonna della difesa come defensive tackle, continuando in seguito il suo dominio come defensive end quando la squadra nel 1963 divenne i Kansas City Chiefs.
Combinando resistenza e una natura competitiva, Mays fu convocato sei volte per l'All-Star Game dell'American Football League in due diversi ruoli. Con la squadra vinse tre campionati AFL (uno a Dallas) e nel 1969 conquistò vincendo per 23-7 sui Vikings il Super Bowl IV. Fu il capitano della squadra nel Super Bowl I e nel Super Bowl IV. May fu nominato nella formazione ideale di tutti i tempi della AFL nel 1970 e si ritirò al termine di quella stagione, non prima di essere stato convocato per il suo unico Pro Bowl.

## Palmarès

### Franchigia
Super Bowl : 1
Kansas City Chiefs: IV
- Campionati AFL : 3

Dallas Texans: 1962
Kansas City Chiefs: 1966, 1969

### Individuale
- AFL All-Star: 6

1962, 1964–1968
- Convocazioni al Pro Bowl: 1

1970
- First-team All-AFL: 2

1965, 1966
- Second-team All-AFL: 6

1962–1964, 1967–1969
- Kansas City Chiefs Hall of Fame
- Formazione ideale di tutti i tempi della AFL